# Narasimha III
Narasimha III (r. 1263 – 1292)  fue un gobernante del Imperio Hoysala.
Durante su reinado, una disputa interna con su hermano y gobernante de Kannanur, Ramanatha, salió a la luz. Narasimha también tuvo que enfrentar las invasiones de los Yadavas de Devagiri que atacaron la capital de Hoysala, Dwarasamudra. Sin embargo, fue capaz de derrotar estas incursiones. Fue sucedido por su notable hijo Veera Ballala III.

## Biografía
Narasimha adoraba a Parshvanatha, el 23º tirthankara jainista. Su consejero espiritual fue Maghanandi Siddhanta, un monje Digambara de la orden Balatkara Gana. 